# Luigi Savorini
Luigi Savorini (Bologna, 16 settembre 1875 – Teramo, 30 settembre 1937) è stato un bibliotecario, storico e bibliografo italiano, professore di lettere al Liceo ginnasio di Teramo e giornalista.

## Gli anni della formazione

La famiglia Savorini: Carlotta, Luigi e Grazia

Unico figlio di Vittorio Savorini, professore bolognese trasferitosi a Teramo nel 1881.
Dopo il Liceo, nel 1894 il giovane Luigi si iscrisse alla facoltà di Lettere presso la Scuola Normale di Pisa dove entrò in amicizia con insegnanti quali Amedeo Crivellucci  e Alessandro D'Ancona che fu relatore della sua Tesi di Laurea, La leggenda di Griselda, discussa nel 1899.
Sposò nel 1901 la pittrice Carlotta De Colli, appartenente a una di quelle famiglie che avevano più attivamente contribuito all'epopea risorgimentale.
Per parte di madre era nipote di quell'Alessandro Romualdi, arruolatosi giovanissimo al seguito di Garibaldi e caduto nella battaglia del Volturno. Dal matrimonio nacque una figlia, Grazia (1907-1943), sposata Salvoni, che fu storica dell'arte e bibliotecaria.
Luigi Savorini ebbe presto l'incarico di insegnante di Lettere al Liceo Ginnasio di Teramo, incarico che conservò fino alla morte.

## Giornalista e scrittore
Nel contempo iniziò una intensa attività di pubblicista e di storico.
L'editore Giovanni Fabbri lo ingaggiò per le rubriche culturali del suo giornale, "Il Centrale" (poi "L'Italia Centrale") pubblicato a Teramo tra il 1898 e il 1940. Parallelamente fu chiamato a occupare il posto di redattore capo della "Rivista Abruzzese di scienze lettere ed arti", il periodico che suo padre Vittorio aveva fondato nel 1886 e che all'epoca era diretto da Giacinto Pannella.
Alla Rasla (la sigla con cui la Rivista Abruzzese viene normalmente identificata) collaborò fino al 1919 anno della chiusura del periodico.
Aloisius fu lo pseudonimo con il quale firmò la maggior parte dei suoi interventi di argomento artistico, letterario e bibliografico.

### Curatore delle Opere complete di Melchiorre Delfico
La casa editrice Fabbri, che da tempo aveva avviato un ambizioso programma di pubblicazione dei principali classici della storiografia abruzzese (ristampe del Palma e del Muzii, delle opere complete di Vincenzo Comi, del senatore De Vincenzi) volle affidare a Savorini, unitamente allo stesso Giacinto Pannella,  la cura dell'edizione delle Opere complete di Melchiorre Delfico, quattro volumi che per la prima volta raccoglievano i principali scritti del filosofo, insieme a una corposa scelta di lettere, con il corredo di un articolato indice analitico.

## Bibliotecario della Delfico
Il prestigio conseguito come saggista e scrittore contribuì in modo determinante a far cadere sul suo nome la scelta per la direzione della Biblioteca Melchiorre Delfico che a lui fu affidata a partire dal 1903. Il suo impegno complessivo per la Biblioteca è difficilmente sintetizzabile.
Il problema del riconoscimento giuridico dell'Istituzione insieme a quello di una nuova sede furono certamente centrali nell'attività di Savorini.
Su un piano che con linguaggio moderno si potrebbe definire "a medio termine", mise mano all'incremento e al riordino dei materiali bibliografici, documentari e artistici, prospettiva che le ultime gestioni avevano largamente trascurato. Pensò, tra la'altro, di strutturare il Reparto abruzzese sul modello di un centro di documentazione: libri, documenti, raccolta dei periodici con spoglio degli articoli principali, letteratura grigia, iconografia storica e contemporanea. Predispose anche una serie di cataloghi che consentissero le più ampie possibilità di recupero delle informazioni.
Non dimenticò mai il lavoro quotidiano, l'apertura al pubblico innanzitutto, problema troppo spesso affrontato e risolto sulla base della propria disponibilità personale. Aperture serali e festive, realizzate anche grazie al volontariato di studenti opportunamente sollecitati e istruiti.
Savorini ebbe la capacità di coinvolgere l'intera cittadinanza nelle vicende della biblioteca.
Il dato si evince dalla mole e al tempo stesso dalla qualità delle donazioni effettuate nei suoi anni.

### Attività in altre biblioteche
Al lavoro di Luigi Savorini è dovuto il primo riordino della biblioteca comunale di Atri e la sistemazione della Biblioteca privata Casamarte, a Loreto Aprutino.
La nomina a Ispettore provinciale alle biblioteche gli consentì negli ultimi anni di abbandonare l'attività didattica e di dedicarsi esclusivamente all'organizzazione delle biblioteche.
Notevole in questo senso ma povero di risultati fu l'impegno profuso per lo sviluppo delle Biblioteche scolastiche della provincia di Teramo.

## Impegno per l'arte e la cultura a Teramo
Numerose le collaborazioni a periodici e quotidiani, locali e nazionali.
Tra tutte va qui ricordata la serie di saggi sull'urbanistica teramana redatti per "Teramo" la rivista dell'amministrazione comunale uscita tra il 1932 e il 1938.

### Commissione provinciale per la tutela dei monumenti
A partire dal 1909, e fino alla morte, Savorini fu segretario della Commissione provinciale per la tutela dei monumenti, organismo che sorse sotto la presidenza di Francesco Savini e con un gruppo di componenti scelti tra i principali cultori della Storia aprutina: Vincenzo Balzano, Vincenzo Bindi, Gaetano Crugnola, Gennaro Della Monica, Ernesto Narcisi, Giacinto Pannella, Michele Passeri, ai quali negli anni successivi altri si sostituirono o si aggiunsero.

## Studi sull'urbanistica teramana
Nato a Bologna, da famiglia bolognese, Luigi Savorini va senz'altro considerato teramano d'adozione. A Teramo infatti si trasferì da bambino, all'età di quattro anni, e, tranne la parentesi degli studi universitari a Pisa, a Teramo si sposò e visse sempre, fino alla morte.
All'impegno nella scuola e al lavoro di bibliotecario si affiancarono, come abbiamo visto, varie attività culturali in genere e di studio e ricerca in particolare.
Uno dei momenti più significativi fu certamente la partecipazione al dibattito sul piano regolatore della città sviluppatosi nel corso degli anni Trenta. L'Introduzione storico-artistica allo studio del piano regolatore del 1934, resta uno dei suoi contributi più importanti, un saggio nel quale, in efficace sintesi, ripercorre l'intera storia della città, enumerandone gli eventi edilizi e individuando i momenti chiave della sua crescita.

## Gli ultimi anni
Nel corso dei primi anni trenta fu particolarmente attivo nella organizzazione delle onoranze promosse dalla Repubblica di San Marino per il centenario della morte di Melchiorre Delfico (1935). Pubblicò nell'occasione saggi e articoli per far conoscere la figura del filosofo e uomo politico, vanto delle sue due patrie Teramo e San Marino.
La morte della moglie Carlotta, in quello stesso 1935, le fatiche del trasferimento della Biblioteca nel nuovo edificio del Convitto nazionale, minarono la salute di Savorini che si spense il 30 settembre del 1937. Aveva appena compiuto 62 anni.
Aveva fatto appena in tempo a vedere sistemata la biblioteca nei nuovi locali progettati dall'architetto Vincenzo Pilotti. Non era riuscito invece a portare a termine l'iter per il riconoscimento giuridico della Biblioteca che si compì soltanto dieci anni dopo.
Alla figlia Grazia toccò il compito di sostituirlo alla guida della Delfico e a lei toccò il compito di inaugurare i nuovi locali.

## Scritti
- La leggenda di Griselda, Teramo, Rivista Abruzzese, 1901; estr. da: “Rivista Abruzzese di Scienze, Lettere ed Arti”, a. 1900-1901.
- Melchiorre Delfico, Opere complete, a cura di Giacinto Pannella e Luigi Savorini, Teramo, Giovanni Fabbri, 1901-1904.
- La Biblioteca municipale di Atri annessa al R. Ginnasio, Atri, Prem. Tip. D. De Arcangelis, 1903.
- Le dernier des Abencerages di F. R. Chateaubriand, Teramo, A. De Carolis, 1906, estr. da "Rivista abruzzese di scienze, lettere ed arti", 1907, fasc. 7, luglio.
- Biblioteca Melchiorre Delfico: la collezione del Fuoco, s.n. tip., 1909, estr. da: "L'Italia centrale", 2-3 ott. 1909, a. XII, n. 83.
- Il bilancio della Biblioteca Melchiorre Delfico di Teramo dall'anno 1904 all'anno 1908, Teramo, Tip. Del Corriere, 1909.
- L'uso pubblico della Biblioteca Melchiorre delfico di Teramo dal 1826 al 1908, Teramo, Tip. Dell'Italia Centrale, 1909.
- Bullettino delle pubblicazioni ricevute in dono o acquistate durante l'anno 1909, compilato e redatto dal bibliotecario dott. Luigi Savorini, Teramo, Arti grafiche A. De Carolis, 1910.
- I lettori della Biblioteca Melchiorre Delfico di teramo nel triennio 1907- 909, Loreto Aprutino, Tip. Del Lauro, 1910.
- I primi due anni del Gabinetto Delfico, sala per la lettura dei periodici annessa alla Biblioteca Melchiorre Delfico di Teramo, Teramo, Tip. G. Fabbri, 1910.
- Cronaca della Biblioteca Melchiore Delfico per gli anni 1910 e 1911 col bullettino delle nuove accessioni, Teramo, Fabbri, 1912.
- L'uso pubblico della biblioteca Melchiorre Delfico nel trimestre di maggio-luglio 1923, Teramo, Stab. tip. Appignani, 1923.
- Giacinto Pannella e la biblioteca Melchiorre Delfico, Teramo, G. Fabbri, 1927.
- In memoria dell'insigne letterato teramano Giacinto Pannella, Teramo, Tip. dell'editore G. Fabbri, 1927.
- Una nobile vita, Guido Mercanti, avvocato e professore, Teramo, La Fiorita, 1927.
- Sentimenti d'italianità nell'anima buona di Giacinto Pannella, Teramo, Soc. An. Tip. La Fiorita, 1928.
- Il dottor Ernesto de Zelis e la sua donazione alla Biblioteca Melchiorre Delfico di Teramo, Teramo, Soc. An. Tip. La Fiorita, 1928.
- L'ingegnere teramano cav. Nicola Palombieri e la sua donazione alla Biblioteca Melchiorre Delfico, Teramo, G. Fabbri, 1929.
- Melchiorre Delfico, Teramo, Tipografia B. Cioschi, 1932, estr. da "Annuario del R. Liceo-Ginnasio di Teramo" 1926-1931.
- Introduzione storico-artistica agli studi del piano regolatore della città di Teramo, Teramo, Casa Editrice Tipografica Teramana, 1934, estr. da: "Teramo. Bollettino del Comune", a. 1934, n. 3-4 (marzo-aprile).
- Panorama di Teramo, in "Teramo. Bollettino mensile del Comune di Teramo", anno IV (1935), n. 5-6, maggio-giugno; e anche per estratto;
- Le onoranze a Melchiorre Delfico nella Repubblica di San Marino, Teramo, Casa editrice tip. Teramana, 1936, estr. da: "Teramo. Bollettino del Comune", sett.-dic. 1935, n.9-10-11-12.
- Il foro della nuova Interamnia, Risanamento e sistemazione del centro urbano di Teramo, Teramo, Tip. Teramana, 1937, con quattro tavole.
- Epigrafi di un Maestro, Teramo, Edit. tip. Teramana, 1938.
- La storia della stampa, [a cura della] R. Soprintendenza bibliografica di Aquila, Campobasso, Chieti, Pescara, Teramo ; conferenza del prof. Luigi Savorini; con prefazione di Arturo Di Cesare; a cura di F. Verlengia, Chieti, C. Marchionne, 1938.
- Quattro monografie storiche inedite, a cura di Adelmo Marino, in "Aprutium", 1987, n.3, pp. 33–46.
- Fedele Romani caricaturista, comunicazione al Convegno su Fedele Romani, Teramo, 15 maggio 1932, pubblicato in Fausto Eugeni, Fedele Romani a Teramo, 1882-1885, in "Quaderni dei corsi E - D", Teramo, Liceo Scientifico Einstein, anno scolastico 1995-1996.

## Carte e manoscritti
Le carte private e i libri appartenuti a Savorini sono andati purtroppo dispersi. Molti manoscritti sono conservati presso l'archivio della Biblioteca regionale Melchiorre Dèlfico di Teramo.

## Lettere e carteggi
- Fausto Eugeni, L'arte ama l'arte. Brani scelti dalle lettere di Luigi Savorini a Carlotta De Colli (marzo-settembre 1900), in Extra Limites, a cura di Sandro Galantini, Teramo, Demian, 1997, pp. 39–52;